# Марк Вебер
Марк Вебер (енгл. Mark Webber; Квинбејан, 27. август 1976) бивши је аустралијски возач Формуле 1.
У детињству се бавио картингом, а пре преласка у Формулу 1, такмичио се у неколико нижих такмичења, као и на трци 24 часа Лемана. Вебер је у Формулу 1 ушао 2002. као возач Минардија, освојивши своје прве поене на првој трци на Великој награди Аустралије, што су били и први поени Минардија у три године. Након импресивне прве сезоне, прешао је у Јагуар, али је ту имао две лоше сезоне због слабог болида. 2005. је прешао у Вилијамс и у овом тиму је оствари свој најбољи резултат, треће место на Великој награди Монака, када је заузео треће место, а тај резултат је поправио 2009. године, када је по први пут у каријери победио на Великој награди Немачке возећи за Ред бул рејсинг.